# دیوتسی (پرییپویه)
دیوتسی (به صربی: Divci) یک منطقهٔ مسکونی در صربستان است که در پریژپولجه واقع شده‌است. دیوتسی ۳۳۵ نفر جمعیت دارد.